# Elte (Rheine)
Der Ort Elte ist ein Stadtteil von Rheine im nordrhein-westfälischen Kreis Steinfurt.

## Lage und Größe
Elte hat zurzeit etwa 2197 Einwohner (Stand: 31. Dezember 2014).
Die Hauptverkehrsstraßen durch Elte sind zum einen die B475 von Warendorf nach Rheine und die L578 von Steinfurt kommend.
Im Westen von Elte bildet die Ems eine natürliche Grenze zu Mesum. Im Süden grenzt Elte an Emsdetten, im Norden liegt die Kernstadt Rheine. Im Osten liegen Bevergern und Riesenbeck als direkte Nachbarn.

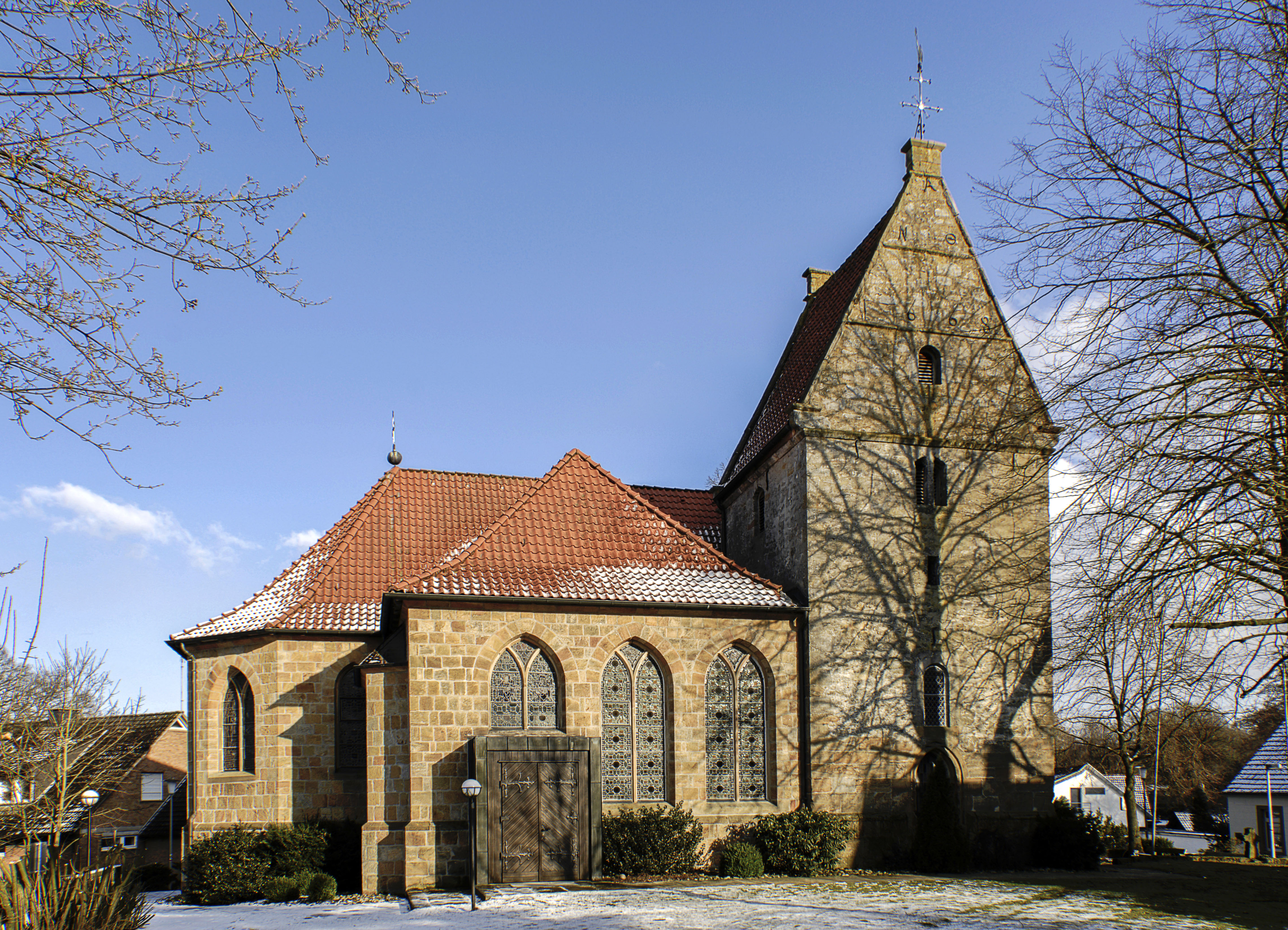
Die Jahreszahl 1668 ist am Kirchturm von St. Ludgerus in Elte zu lesen.

## Geschichte

### Der Name „Elte“

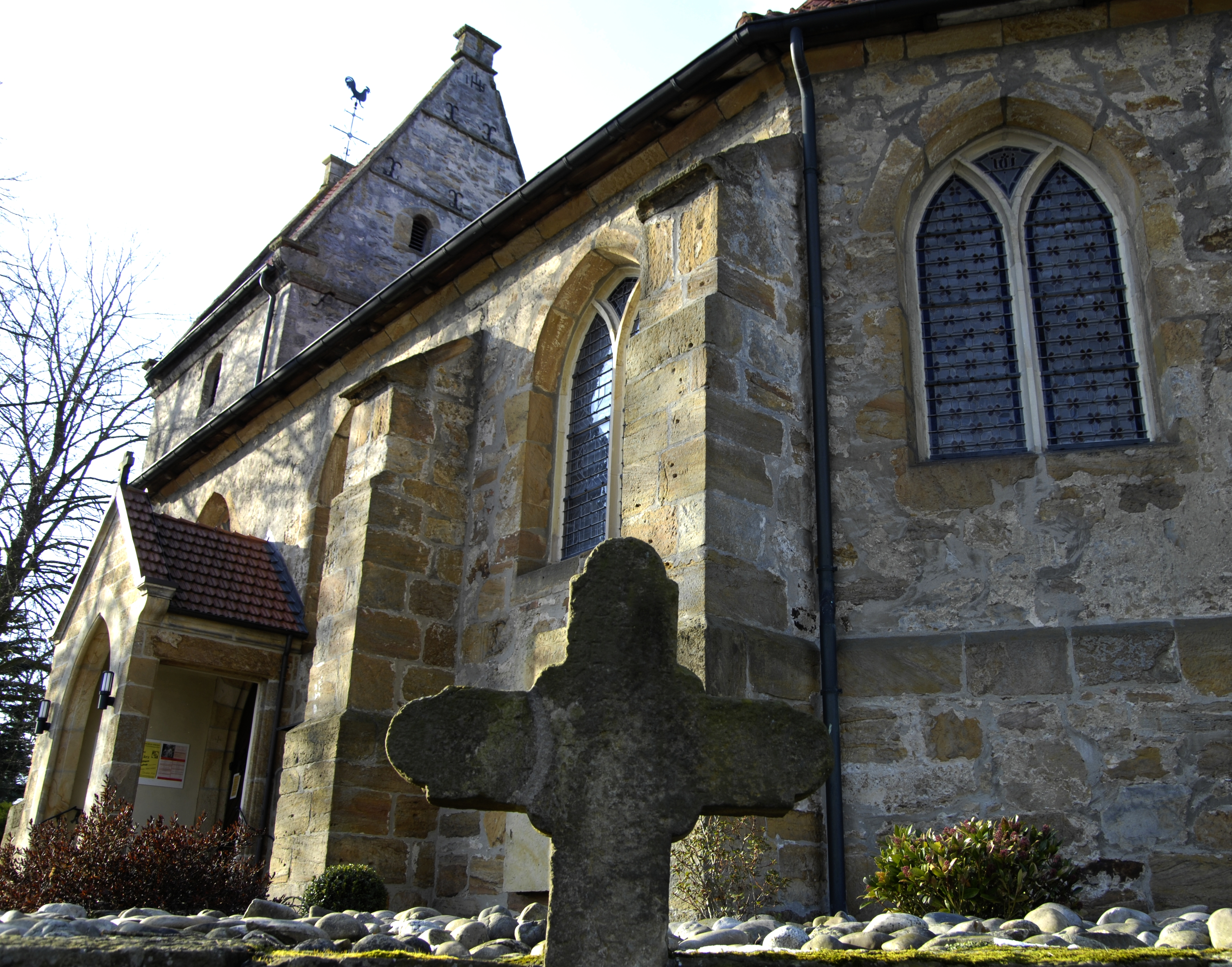
St. Ludgerus mit Kreuz vor der kleinen Kirche

Der Name „Elte“ wird in einer Urkunde vom Jahr 1154 erstmals erwähnt. Im „Codex traditionum“ der im Staatsarchiv zu Münster aufbewahrt wird, steht im Band VI Seite 181 zu lesen: „Bischof Werner von Münster gründete 1140 ein Augustiner Kloster in Asbeck. Der Edle Eppo von Burgsteinfurt schenkte diesem Kloster zwei Mansen (Höfe), gelegen in parochia Rene in villa quae Elethe’dicitur“.
Die Sprachforscher deuten alle Orts- und Flurnamen mit den Endungen èthè und èdè als Heidegebiete. Der Volksmund gab dann im Laufe der Zeit dem Dorf den Namen „Elte“.
Das Wappen von Elte zeigt einen Schwan. Es ist hergeleitet von der ehemaligen Schwanenburg in Ortsteil Heine.
Zu Beginn des Zweiten Weltkrieges, ab Februar 1940,  waren in Elte und der Umgebung (Raum Rheine/Gronau) Truppenteile der 227. Infanterie-Division einquartiert. Dieser Bereich diente der Division als Bereitstellungsraum, bevor sie ab dem 10. Mai 1940 am Fall Gelb (dem 1. Teil des Westfeldzuges) teilnahm.

### Eingemeindung
Am 1. Januar 1975 wurde Elte durch § 31 Münster/Hamm-Gesetz nach Rheine eingemeindet.

## Schulen und Kindergärten
In Elte gibt es den katholischen Ludgeruskindergarten.
Die Ludgerusschule wurde erstmals im Jahre 1792 urkundlich erwähnt. Die heutige katholische Bekenntnis-Grundschule ist zurzeit 1,5-zügig und hat ca. 130 Schüler. An der Schule wird eine Betreuung von 07.30 Uhr bis 14.00 Uhr angeboten. Die Schule errang 2007 im bundesweiten Wettbewerb „Kids im Betrieb“ einen 4. Platz und wurde im gleichen Jahr als sicherste Schule im Kreis Steinfurt (Platz 11 unter über 1600 Schulen im Landschaftsverband Westfalen-Lippe) ausgezeichnet.
Berühmteste Schüler waren der Religionsphilosoph Josef Pieper und der Maler der Neuen Leipziger Schule, Matthias Weischer.

## Verkehr
In Elte verkehrt die Stadtbus-Linie C6, welche Mesum mit dem Bustreff in Rheine verbindet und dabei auch in Elte hält. Zusätzlich verkehrt morgens eine Leistung der Linie 184 von Veelker in Richtung Mesum.

## Besonderheiten
- Elte ist bei dem Wettbewerb „Unser Dorf soll schöner werden“ 2008 Golddorf geworden.
- Die „Bockholter Emsfähre“ ist eine der letzten nichtmotorisierten Fähren auf der Ems. Sie verbindet Elte mit der anderen Seite der Ems, welche zu Emsdetten-Isendorf gehört.
- Fachwerkhofanlage Pöpping in Elte
- Östlich erstreckt sich das Naturschutzgebiet Elter Fischteiche (5,81 ha) und südöstlich die Naturschutzgebiete Flöddert (13,69 ha) und Elter Dünen (26,66 ha).
- In der Liste der Baudenkmäler in Rheine sind für Elte zehn Baudenkmale aufgeführt.

## Die Kirche
Die Pfarrkirche von Elte ist ein Bau aus dem 17. Jahrhundert in gotisierenden Formen, dessen Turm aus der Romanik wesentlich älter ist. Eine Erweiterung entstand in den 1920er Jahren. Die Ausstattung ist zum Großteil im Barockstil gehalten.

## Söhne und Töchter
- Josef Pieper (1904–1997), christlicher Philosoph, Hochschullehrer in Münster
- Matthias Weischer (* 1973), Kunstmaler, Vertreter der so genannten Neuen Leipziger Schule